# 藪 (市原市)
藪（やぶ）は、千葉県市原市の南総地区にある大字。郵便番号は290-0227。

## 概要
市原市南部にある。

## 地理
字域はかなり複雑な構造となっており、飛び地が多くある。面積的に同程度に大きい部分が2つあり、その間に大字岩がある。大きい面積をもつ2つの部分のうち、西部は北で中、東で下矢田と岩、東から南で山口、西で皆吉と接しており、東部は北で下矢田、東で矢田、南で外部田、西で岩と接している。

## 世帯数と人口
2022年（令和4年）4月1日現在の世帯数と人口は以下の通りである。
| 町丁字 | 世帯数 | 人口  |
| ------ | ------ | ----- |
| 藪     | 60世帯 | 145人 |

## 通学区域
市立小学校・市立中学校及び県立高等学校の通学区域は以下の通りである。
| 町丁字 | 区域 | 小学校             | 中学校             | 高等学校 |
| ------ | ---- | ------------------ | ------------------ | -------- |
| 藪     | 全域 | 市原市立牛久小学校 | 市原市立南総中学校 | 第9学区  |